# 浅野均一
浅野均一（あさの きんいち、1901年〈明治34年〉10月5日 - 1984年〈昭和59年〉12月13日）は、日本の医師、陸上競技指導者、スポーツ行政官。
昭和期の日本陸上界を牽引し、国際復帰にも尽力した。
荻窪病院理事長、日本陸上競技連盟名誉会長、日本オリンピック委員会（JOC）委員を歴任。医学博士。

## 経歴
1901年、東京市四谷区（現・東京都新宿区）に生まれる。
慶應義塾大学医学部を1926年（大正15年）に卒業し、同大学にて医学博士号を取得。後に慶應義塾大学体育研究所教授を務め、退任後は名誉教授に就任した。
大学在学中から陸上競技（短距離）選手としても活動し、1923年（大正12年）の第6回極東選手権競技大会（マニラ）にて1600メートルリレー優勝メンバーとして国際大会で活躍した。

## 戦後の活動と功績
第二次世界大戦後の混乱期にあってもスポーツと医療の両分野で活動を続け、1946年（昭和21年）に東京都杉並区に荻窪病院を開業。院長、後に理事長として地域医療の発展に貢献した。
また同年、日本陸上競技連盟の理事長に就任し、日本の国際競技復帰の先頭に立つ。
アジア競技大会（アジア大会）やオリンピック大会への日本代表派遣の交渉・調整を担い、国際陸連（IAAF）評議員や日本オリンピック委員会（JOC）委員も歴任。

## 受賞歴
- 日本陸連 功労賞（1951年）[2]
- JOCスポーツ賞 オリンピック・オーダー銀賞（1984年） - オリンピックへの長年の貢献を評価され、死去直前に授与された[3]。

## 人物と評価
浅野は、医師としての専門性とスポーツ指導者としての実践力を併せ持ち、「スポーツと医療の統合」を先駆的に体現した人物として知られる。
戦前・戦後を通じて、日本の陸上競技の普及・国際化に多大な貢献を残した。